# Sang Nila Utama

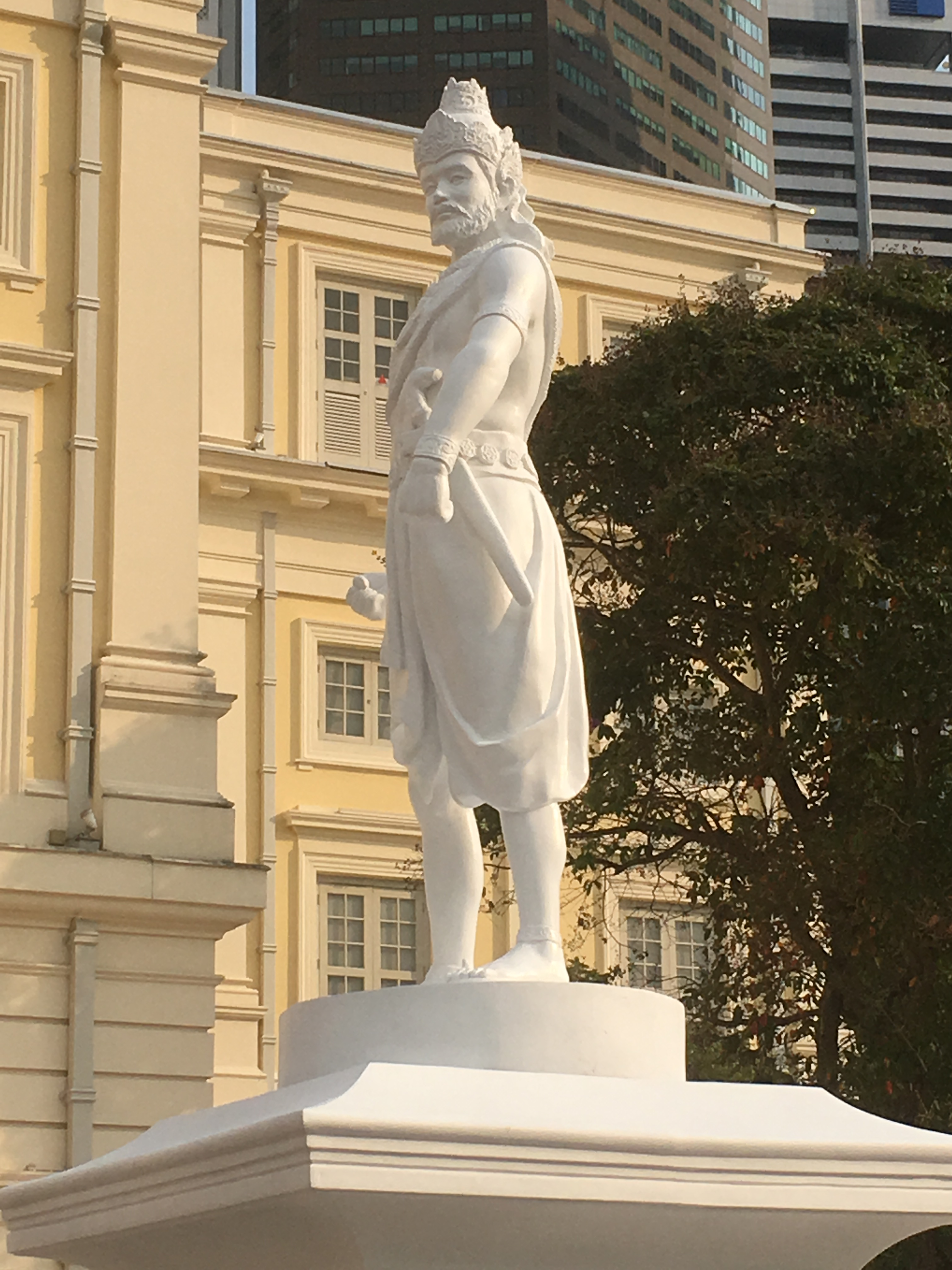
Statue von Sang Nila Utama am Singapore River in Singapur

Sang Nila Utama war der Legende zufolge ein Prinz aus Palembang, der damaligen Hauptstadt des Srivijaya-Reichs, und Gründer des Königreichs Singapura im Jahr 1299 – und somit Namensgeber des modernen Singapurs. Er war der Sohn von Sang Sapurba und wurde auf dessen Reisen, um seinen Einfluss auszubauen, mit Wan Sri Brini vermählt, wodurch er zunächst der Raja von Bintan wurde.

## Geschichte
Laut den Malaiischen Annalen, eine während des 15./16. Jahrhunderts geschriebene Sammlung von Geschichten rund um das Sultanat von Malakka, erblickte er während des Jagens auf Bintan von einer Anhöhe das bis dahin weitestgehend unbedeutende Temasek („Meerstadt“, abgeleitet vom malaiischen Wort tasik „Meer“). Bei der Überfahrt kam das Schiff in einen schweren Sturm und drohte zu sinken. Nachdem das Abwerfen des Gepäcks keine Besserung gebracht hatte, entschloss sich Sang Nila Utama, auch seine Krone ins Meer zu werfen, woraufhin der Sturm sich legte. Nach der Ankunft entdeckte er im Dschungel ein Tier, von dem man ihm sagte, dass es ein Löwe sei. Beeindruckt von der Begegnung, entschied er sich, den Ort fortan „Löwenstadt“ zu nennen – zusammengesetzt aus den Worten Singha (सिंह siṃha „Löwe“) und Pura (पुर pura „Stadt“) aus dem Sanskrit. Ebenso entschloss er sich, nicht nach Bintan zurückzukehren, sondern stattdessen eine neue Siedlung zu errichten. In diesem Zuge nahm er den Namen Sri Tri Buana an, was mit „Herr der drei Welten“ – dem Himmel der Götter, der Welt der Menschen und der Unterwelt der Dämonen – übersetzt werden kann.
Seine Überreste sollen auf dem heutigen Fort Canning Hill – früher auch bekannt als Bukit Larangan („verbotener Hügel“ aus dem Malaiischen) – vergraben sein. Er hatte zwei Söhne, von denen der ältere nach seinem Tod als Sri Wikrama Wira den Thron bestieg. Seine Nachfahren herrschten über Singapur bis zur Regide von Iskandar Shah, dem fünften Raja von Singapura, der später von dort vertrieben wurde und das Sultanat von Malakka gründete.